# Bikinia le-testui
Bikinia le-testui är en ärtväxtart som först beskrevs av François Pellegrin, och fick sitt nu gällande namn av Jan Johannes Wieringa. Bikinia le-testui ingår i släktet Bikinia och familjen ärtväxter.

## Underarter
Arten delas in i följande underarter:
- B. l. le-testui
- B. l. mayumbensis